# Before the Flood
Before the Flood — концертний альбом Боба Ділана, виданий 20 червня 1974 року лейблом Asylum. Платівка записана під час концертів туру Ділана та The Band у 1974 році. Альбом досяг № 3 у чарті Billboard 200 у США, № 8 у чарті Великої Британії та отримав платиновий статус від RIAA.

## Про альбом
Після закінчення контракту із Columbia Ділан вирішив змінити лейбл. На новому лейблі Asylum музикант записав та випустив перший студійний альбом за три з половиною роки — Planet Waves. На підтримку цієї платівки Ділан та The Band вирушили у тривалий тур по США, що став найбільш комерційно успішним в історії рок-н-роллу. Саме цей успіх та захоплива реакція публіки надихнули власника Asylum Девіда Геффена випустити цей подвійний концертний диск.

## Список композицій
Сторона 1
| #  | Назва                                            | Тривалість |
| -- | ------------------------------------------------ | ---------- |
| 1. | «Most Likely You Go Your Way (And I'll Go Mine)» | 4:15       |
| 2. | «Lay Lady Lay»                                   | 3:14       |
| 3. | «Rainy Day Women No. 12 & 35»                    | 3:27       |
| 4. | «Knockin' on Heaven's Door»                      | 3:51       |
| 5. | «It Ain't Me, Babe»                              | 3:40       |
| 6. | «Ballad of a Thin Man»                           | 3:41       |

Сторона 2
| #   | Назва                                 | Тривалість |
| --- | ------------------------------------- | ---------- |
| 7.  | «Up on Cripple Creek»                 | 5:25       |
| 8.  | «I Shall Be Released»                 | 3:50       |
| 9.  | «Endless Highway»                     | 5:10       |
| 10. | «The Night They Drove Old Dixie Down» | 4:24       |
| 11. | «Stage Fright»                        | 4:45       |

Сторона 3
| #   | Назва                                  | Тривалість |
| --- | -------------------------------------- | ---------- |
| 12. | «Don't Think Twice, It's All Right»    | 4:36       |
| 13. | «Just Like a Woman»                    | 5:06       |
| 14. | «It's Alright, Ma (I'm Only Bleeding)» | 5:48       |
| 15. | «The Shape I'm In»                     | 4:01       |
| 16. | «When You Awake»                       | 3:13       |
| 17. | «The Weight»                           | 4:47       |

Сторона 4
| #   | Назва                      | Тривалість |
| --- | -------------------------- | ---------- |
| 18. | «All Along the Watchtower» | 3:07       |
| 19. | «Highway 61 Revisited»     | 4:27       |
| 20. | «Like a Rolling Stone»     | 7:09       |
| 21. | «Blowin' in the Wind»      | 4:30       |